# Bakhvain Buyadaa
Bakhvain Buyadaa (in cirillico: Бахвайн Буядаа?; 20 maggio 1946) è un ex judoka mongolo.
Partecipò ai Giochi olimpici di Monaco 1972 nella categoria fino a 63 kg, in cui vinse la medaglia d'argento. In seguito, non superò il controllo antidoping perché positivo al metandrostenolone diventando il primo judoka olimpico ad essere squalificato per doping.
Quando partecipò alle Olimpiadi di Monaco del 1972, Buyadaa non aveva nessuna conoscenza delle regole del judo ma era un buon lottatore di lotta libera. Dopo aver vinto i primi due match, affrontò il campione del mondo Takao Kawaguchi rischiando quasi di vincere. Dopo aver subito la sconfitta per mano del campione giapponese, al ripescaggio sconfisse un altro favorito per la vittoria finale, il francese Jean-Jacques Mounier. In finale, ritrovò Kawaguchi e, stavolta, Buyadaa fu subito sconfitto. Gli venne assegnata la medaglia d'argento che gli fu revocata per doping.
Quattro anni dopo, partecipò ai Giochi olimpici di Montréal 1976 sempre nella categoria fino a 63 kg. Dopo aver vinto due match, fu sconfitto dall'ungherese József Tuncsik, poi medaglia di bronzo.